# Roßkopf (Tuxer Alpen)
Der Roßkopf ist ein 2576 Meter hoher Berg in den Tuxer Alpen und deren neunthöchster Gipfel. Am Gipfelkreuz treffen die Grenzen der Gemeinden Fügenberg, Weerberg und Hippach aufeinander, so dass der Berg zu diesen drei Gemeinden gehört.

## Lage

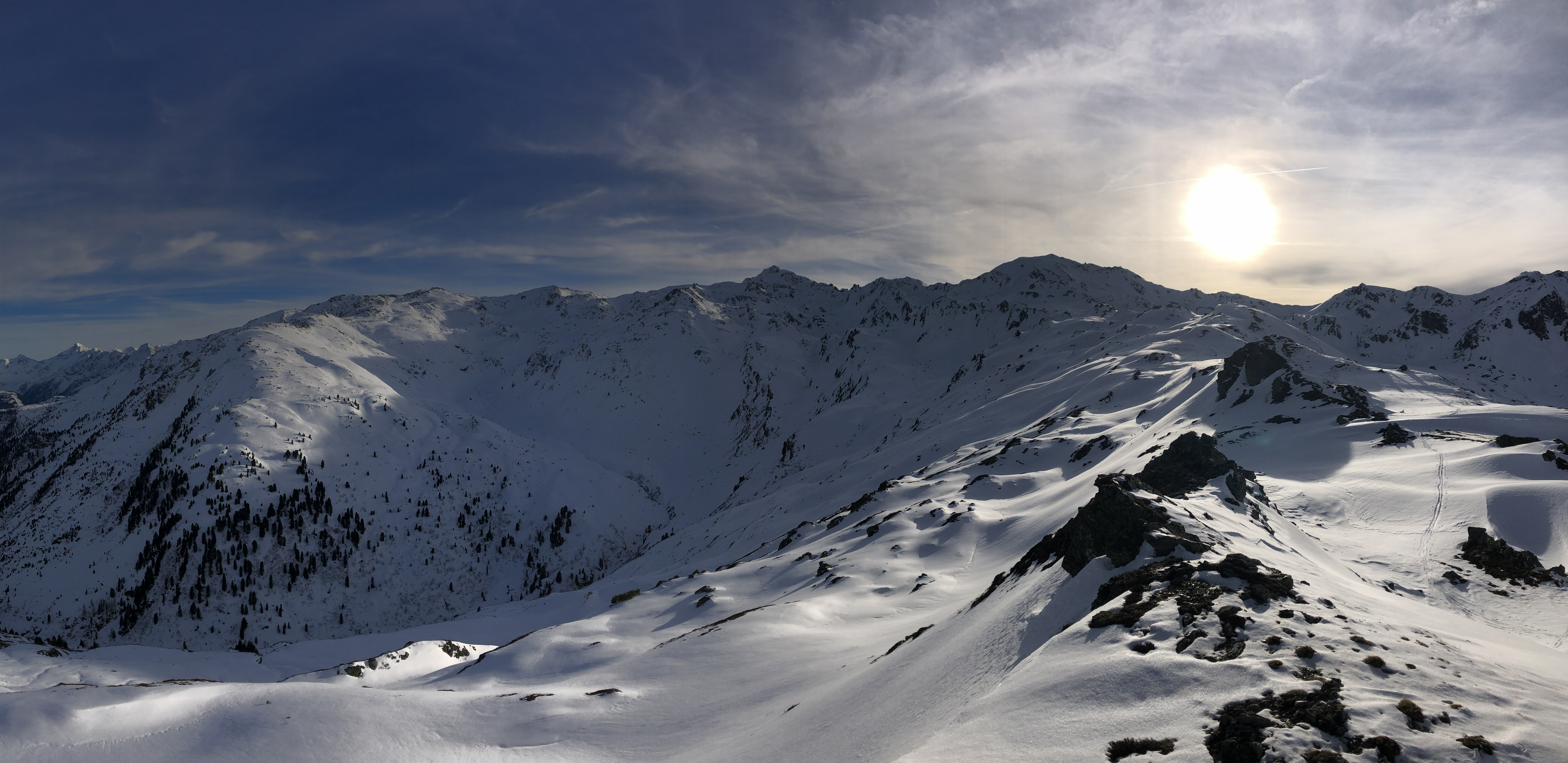
Sandegg, Pangert, Sidantal, Rastkogel, Roßkopf (Gipfel links neben der Sonne), Pfundsjoch (von links nach rechts), vorn rechts das Sidanjoch, rechts der obere Finsinggrund

Der Roßkopf liegt südwestlich der Pfundsalm (Mittelleger), die den Talschluss des Finsingtales bildet. Nördlich des Gipfels liegen mehrere Seen und das Quellgebiet des Finsingbaches. Der felsdurchsetze Südgrat geht über in den Breitenkopf und führt weiter über den Dreispitzkopf zum Rastkogel. Der ebenfalls felsdurchsetze Nordgrat leitet hinab in das Pfundsjoch (Übergang vom Finsinggrund in das Nurpenstal) und weiter zum Kleinen Gilfert, dem der Pfaffenbichl und schließlich der Gilfert folgen. Westlich befindet sich das obere Nurpenstal, ostseitig verläuft der Talschluss des Sidantals (Sidanalm), welches vom Zillertal heraufzieht. Der breite Nordosthang geht in den breiten Rücken über der hinabführt zum Sidanjoch und von dort wiederum hinauf zum Kraxentrager.

## Stützpunkte und Routen zum Gipfel
Von dem nahe der Jausenstation am Melchboden gelegenen Parkplatz an der Zillertaler Höhenstraße aus kann der Roßkopf in ca. drei Stunden Gehzeit erreicht werden. Auf einem Wanderweg führt dieser Zustieg in etwa einer Stunde zunächst durch das Gebiet der Schafleitenalm zur Rastkogelhütte, die auch als Stützpunkt für eine Übernachtung genutzt werden kann. Von dort aus sind dann über das Sidanjoch auf bezeichneten Steigen noch zwei weitere Stunden bis zum Roßkopf zurückzulegen, am Schlussanstieg zum Gipfel steilere Grasflanken und nur mehr auf einer Steigspur. Alternativ ist auch ein Aufstieg von Hochfügen möglich, von wo aus man in rund 2 Stunden ebenfalls das Sidanjoch erreicht. Im Winter kann der Berg im Rahmen einer mittelschweren Skitour bestiegen werden – entweder aus dem Sidantal (Ausgangspunkt Parkplatz bei der ehemaligen Sportalm an der Zillertaler Höhenstraße) oder von der Rastkogelhütte via Sidanjoch. Auch ein Aufstieg von Hochfügen durch den Finsinggrund ist mit Tourenski möglich – entweder via Sidanjoch oder auf der anderen Talseite unterhalb des Pfundsjoch vorbei.